# 小行星4449
小行星4449（英語：4449 Sobinov）是一颗围绕太阳公转的小行星。1987年9月3日，柳德米拉·切爾尼赫在克里米亚发现了此天体。
这颗小行星的绝对星等为311.8633389938689等。